# Кривохарченко, Сергей Александрович
Сергей Александрович Кривохарченко (род. 22 июля 1982, Армавир, Краснодарский край) — российский спортивный комментатор и журналист. Получил известность работой на каналах холдинга ВГТРК и «Матч ТВ». Специалист по чемпионату Германии по футболу. С 2022 года — сотрудник телеканала «Настоящее время».

## Биография
Родился в Армавире в семье биологов. Год спустя семья переехала в Армению: отец получил работу в лаборатории в Арташате, — и вернулась в Армавир в 1989 году. Интерес к спорту у Кривохарченко появился ещё в детстве. По его словам, тогда он задумывался над тем, чтобы стать футболистом. Болел за одесский клуб «Черноморец», выступавший в чемпионате СССР.
Учился в физико-технической школе в Обнинске, после которой пробовал поступить на Факультет вычислительной математики и кибернетики МГУ, но провалил экзамены. Затем Сергей выбрал факультет журналистики того же вуза, но ушёл после двух курсов, не посчитав разумным продолжать обучение. Изучал медиа в Потсдамском университете, но не закончил и его из-за необходимости переезда в Россию.

### Карьера
Первые журналистские тексты написал на музыкальные темы, так как имеет среднее музыкальное образование. В начале карьеры работал на областном канале «Московия».
Летом 2000 года Василий Уткин пригласил Кривохарченко работать на канал «НТВ-Плюс», где тот стал корреспондентом. Работал в программе «Футбольный клуб», озвучивал международный футбольный тележурнал Futbol Mundial и был автором проекта «Футбол от А до Я», который далее несколько лет делал Александр Ткачёв.
С 2002 года Кривохарченко сотрудничал с каналом «7ТВ», где принял участие в освещении чемпионата мира 2002 года, был комментатором трансляций и автором цикла «История российского футбола 1992—2003». К 2004 году перестал привлекаться к работе на этом канале из-за его финансовых и эфирных проблем (смена руководства и потеря всех основных телеправ), в связи с чем начал писать для журналов Maxim и PROспорт. В течение трёх лет жил в Германии. В 2009—2015 годах занимал должность редактора издания Esquire.
Как футбольный комментатор Кривохарченко получил известность во время чемпионата мира в 2014 году. С 2014 по 2015 год сотрудничал с телеканалами, входящими в государственный холдинг ВГТРК — «Россия-1», «Россия-2» и «Спорт-1». Также комментировал футбол на канале Eurosport.
С ноября 2015 года Кривохарченко работал на телеканале «Матч ТВ», комментируя футбол и на других каналах субхолдинга «Матч!». Помимо футбола, Кривохарченко может работать и на таких видах спорта, как регби, фехтование, водное поло, хоккей. В 2017 году прокомментировал финал Лиги чемпионов вместе с Александром Шмурновым. В 2019 году Кривохарченко вновь был назначен на финал этого соревнования. Кривохарченко считает, что работа на решающих матчах главного европейского клубного футбольного турнира не является выдающимся достижением. В августе 2019 года стал ведущим программы «Тотальный футбол». Принимал участие в освещении Евро-2016 и Чемпионата мира по футболу в России. Помимо Бундеслиги, комментировал Российскую премьер-лигу и еврокубки. Ушёл с «Матч ТВ» в марте 2022 года.
По утверждению Тины Канделаки, после ухода с канала Сергей Кривохарченко уехал в Германию.

## Оценки
В 2016 году спортивный журналист Владимир Стогниенко заявил, что он бы назвал Кривохарченко «лучшим комментатором года».
Василий Уткин, ранее критиковавший Кривохарченко, в 2018 году признал его одним из лучших комментаторов России.
В 2019 году Кривохарченко занял пятое место в голосовании за лучшего комментатора года по версии абонентов «НТВ-Плюс». В том же году в интервью Sports.ru спортивный журналист Роман Гутцайт назвал Кривохарченко лучшим комментатором канала «Матч ТВ».